# 179 aC
El 179 aC va ser un any del calendari romà prejulià. Durant la República i l'Imperi Romà es coneixia com l'Any del Consolat d'Acidí i Flac o també any 575 Ab urbe condita o de la fundació de la ciutat). L'ús del nom «179 aC» per referir-se a aquest any es remunta a l'alta edat mitjana, quan el sistema Anno Domini va ser el mètode de numeració dels anys més comú a Europa.

## Esdeveniments

### Regne del Pont
- Farnaces I, rei del Pont, que no pot fer front a les forces combinades d'Ariarates IV de Capadòcia i Èumenes II de Pèrgam, accepta signar la pau i renuncia a totes les seves conquestes a Galàcia i Paflagònia, excepte Sinope, segons diu Polibi.[2]

### Antiga Roma
- Aquest any són elegits cònsols Luci Manli Acidí Fulvià i Quint Fulvi Flac. Els dos cònsols eren germans, i Manli Acidí portava aquest nom per haver estat adoptat per la família dels Acidí. En el seu consolat fan la guerra als lígurs als que derroten completament i ocupen els seus campaments. A la tornada celebren un triomf.[3] Aquest és l'únic cas registrat de dos germans exercint la mateixa magistratura consolar simultàniament.[4]
- Aquest any el Senat estableix i celebra uns Jocs en honor a Júpiter.[3]
- Els censors Marc Emili Lèpid i Marc Fulvi Nobílior inicien la construcció del Pons Aemilius sobre el riu Tíber. Es diu que va ser ser el primer pont de pedra del món.[5]
- Construcció de la Basílica Emília. Marc Fulvi Nobílior inicia les obres i a la seva mort (no gaire més tard) són completades pel seu company Marc Emili Lèpid. En un principi se l'anomenava Basilica Fulvia, però per les moltes restauracions i millores costejades per la gens Emília (el 78 aC, el 54 aC, el 34 aC, el 14 aC i el 22) va quedar com a preferent la denominació Basilica Aemilia.[6]
- El tribú de la plebs Luci Vil·li Annal fa aprovar la llei Villia Annalis, que regula principalment l'edat mínima per l'exercici de cada magistratura.[7]

### Hispània
- Luci Postumi Albí, nomenat pretor de la Hispània Ulterior el 180 aC, veu prorrogat el seu mandat un any més. Venç els vacceus i els lusitans, i quan torna a Roma el 178 aC, rep els honors d'un triomf.[8]

## Naixements
- Liu An, príncep, geògraf i polític xinès, autor del compendi Huainanzi.[9]

## Necrològiques
- Filip V de Macedònia (nascut l'any 238 aC). Tenia 59 anys i havia regnat 42 anys.[10]